# متلازمة جيفزنز
تعد متلازمة جيفزنز إحدى أنواع الصرع المعروفة بأنها من أكثر المتلازمات الانعكاسية (الا إرادية) المعروفة في الصرع المعمم مجهول السبب والذي يتميز بثلاثية الرمع العضلي للجفن -حالة من الاضطرابات والتشنجات التي تصيب جفن العين؛ النوبات الناجمة عن إغلاق العين ونوبات EEG والحساسية للضوء. ويعتبر الرمع العضلي للجفن إحدى أشكال نوبات الصرع بحيث يظهر من خلال تشنجات في جفن العين التي يتم إثارتها بشكل أساسي من خلال إغلاق العين أو التعرض للأضواء. وتعتبر نوبة الرمع العضلي هي النوبة التي يتم تحديد متلازمة جيفزنز من خلالها.